# David Annand

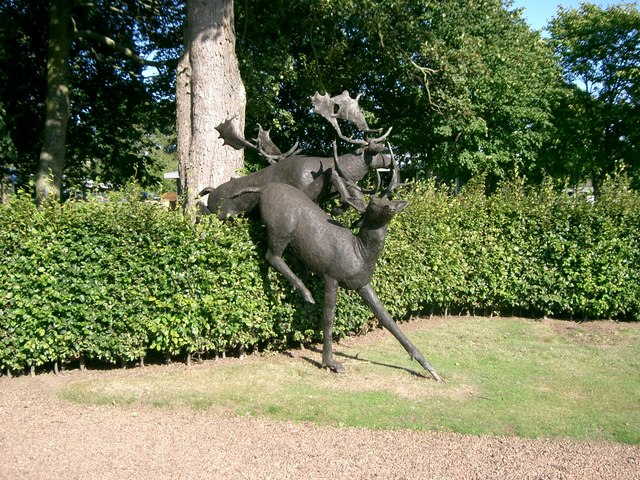
Deer Leap, Dundee Technology Park

David Annand (1948) is een Schotse beeldhouwer.

## Leven en werk
Annand ontving zijn opleiding aan het Duncan of Jordanstone College of Art in de stad Dundee. Aansluitend was hij gedurende veertien jaar docent. Hij is lid van de Royal British Society of Sculptors en ontving in 1987 de prestigieuze Otto Beit Medal met zijn werk Deer Leap. In 1988 besloot hij zich fulltime aan de beeldhouwkunst te wijden. Zijn werk is in vele steden in Engeland, Schotland, Wales en Noord-Ierland te zien.
Veel van Annands werken in de publieke ruimte verwijzen naar lokale geschiedenis of literatuur en dan in het bijzonder poëzie, onder andere de sculpturen The Writers (Omega), Release Every Pattern, Maidstone DNA, Nae Day Sae Dark en Y Bwa. De in 2009 onthulde sculptuur The Turf Man is gebaseerd op het gedicht Digging uit de bundel Death of a Naturalist (1966) van de winnaar van de Nobelprijs voor de Literatuur 1995, de Noord-Ierse schrijver/dichter Seamus Heaney. Het beeld werd op 2 april 2009 door Heaney onthuld in Bellaghy in County Londonderry.
De kunstenaar woont en werkt in Kilmany in het Schotse graafschap Fife.

## Werken in de openbare ruimte
- 1987/88 Deer Leap, Dundee Technology Park in Dundee (Schotland)
- 1989 Nae Day Sae Dark, Highstreet Perth in Perth and Kinross (Schotland)
- 1995 Y Bwa (The Arc), Wrexham in Wrexham (county borough) (Wales)
- 1995 Jackie Crookston and children, Tranent in East Lothian (Schotland)
- 1995 Helter Skelter, Blackpool in Lancashire (Engeland)
- 1997 Miner, Kelty in Fife (Schotland)
- 1997 Three cranes in flight, British High Commissioner in Hongkong (China)
- 1998 Arc, Basingstoke in Hampshire (Engeland), Alençon (Frankrijk) en Luik (België)
- 1998 Willie Spears King Fisher, Eyemouth in Berwickshire (Schotland)
- 2000 Midsummer Watch Jugglers, Chester in Cheshire (Engeland)
- 2001 The Declaration of Arbroath, Dundee (Schotland)
- 2001 Maidstone DNA, Maidstone in Kent (Engeland)
- 2001 Civic Aide, Fiveways Corner in Hendon, Londen-Barnet
- 2001 Receptor, British Telecom Brentwood in Essex (Engeland)
- 2003 Release Every Pattern, Staines in Surrey (Engeland)
- 2004 Standbeeld Robert Fergusson (Schots dichter 1750-1774), Canongate Kirk in Edinburgh
- 2005 The Writers (Omega), Renfrew in Renfrewshire (Schotland)
- 2005 The Value of Perspective, Exeter in Devon (Engeland)
- 2008 Cornish Miner Statue, Redruth in Cornwall (Engeland)
- 2009 The Turf Man, Bellaghy in County Londonderry (Noord-Ierland)

## Fotogalerij

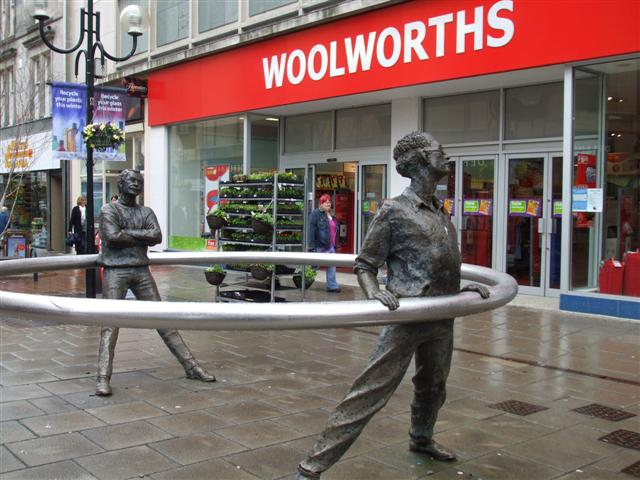
Nae Day Sae Dark (1989)
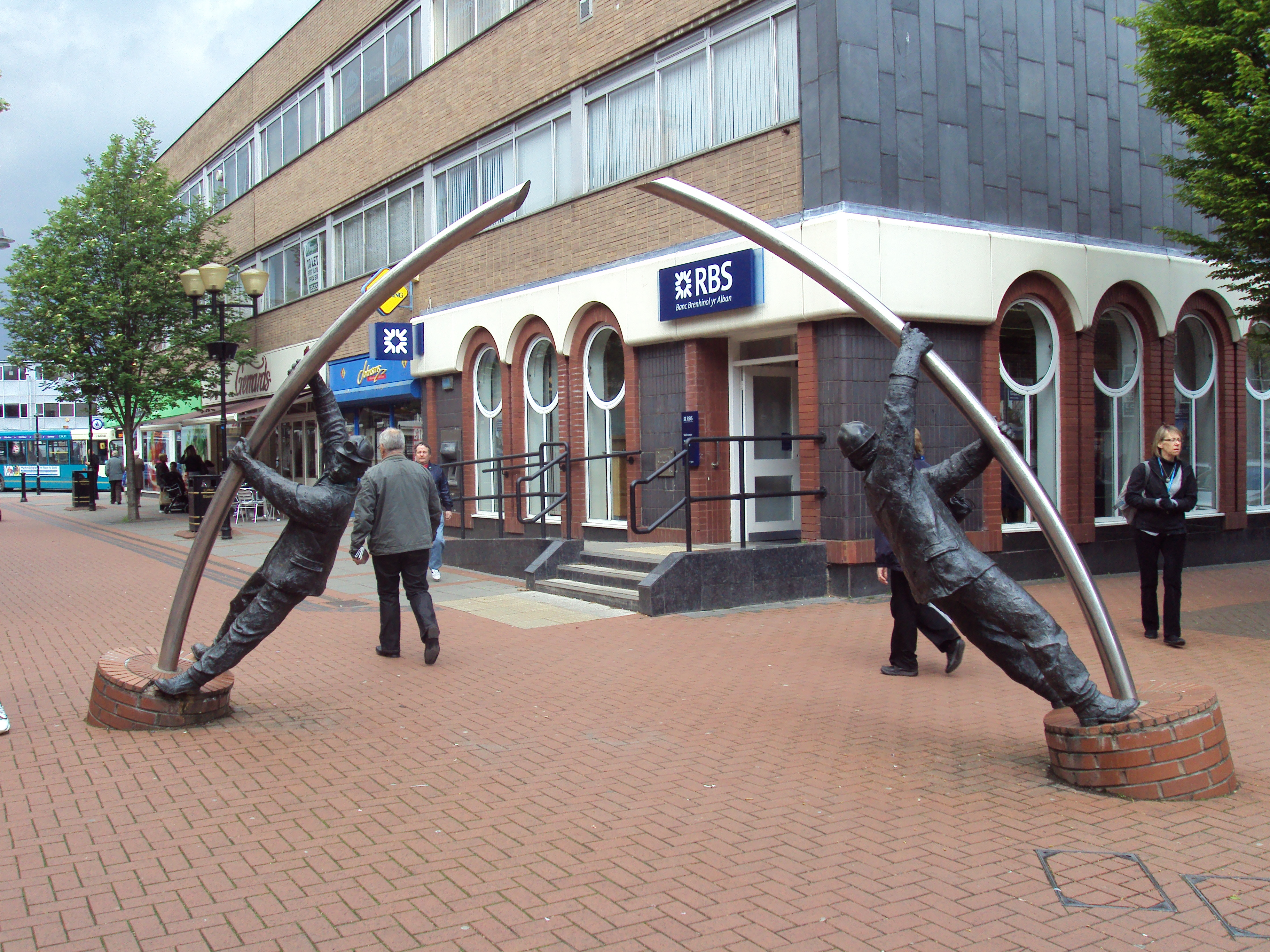
Y Bwa (1995)
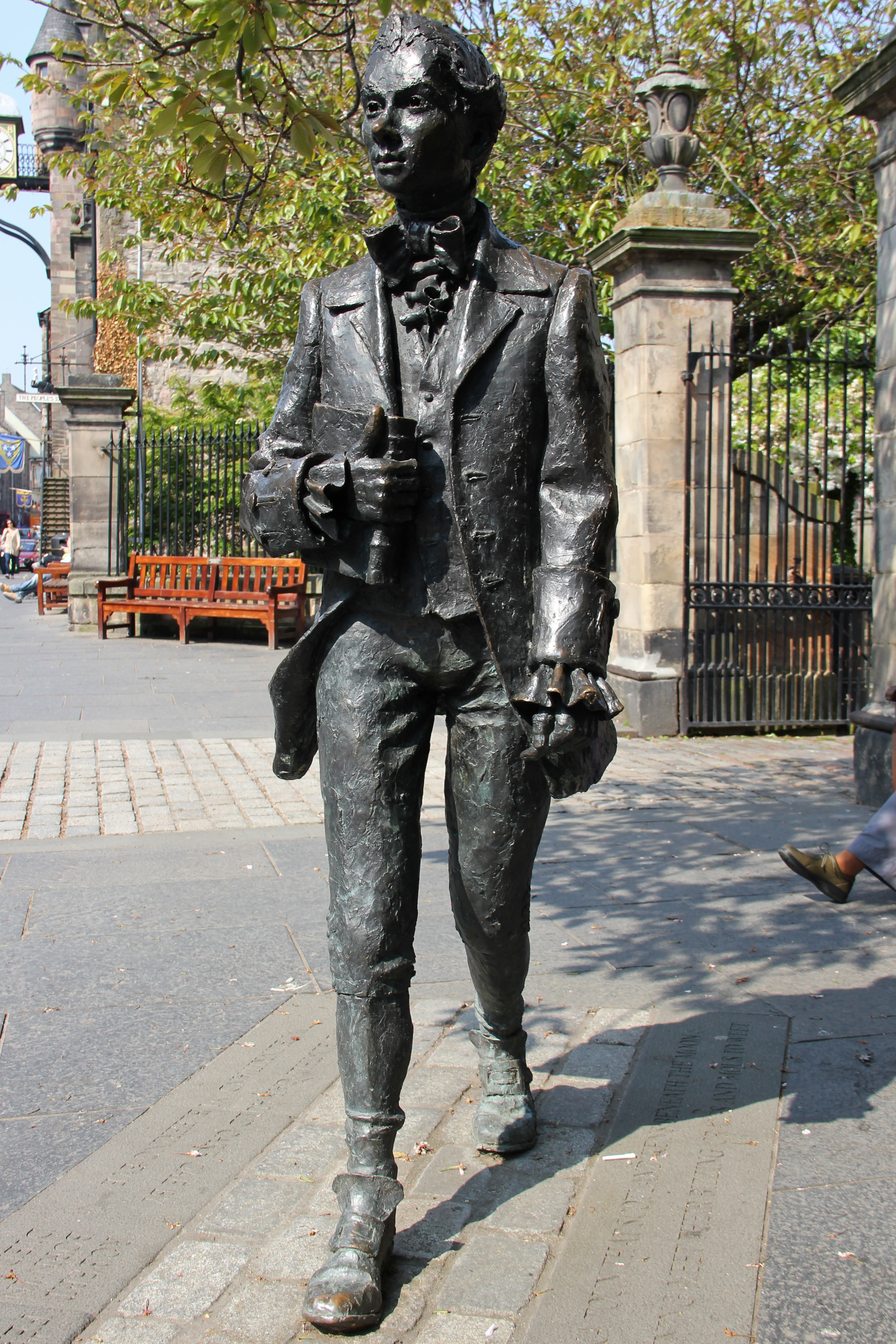
Robert Fergusson
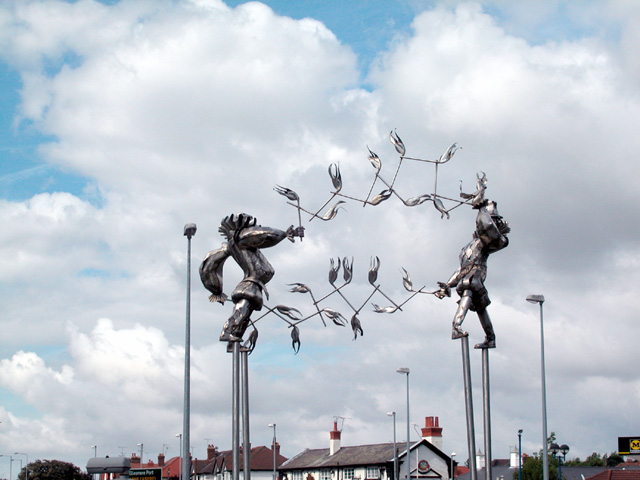
Midsummer Watch Jugglers (2000)
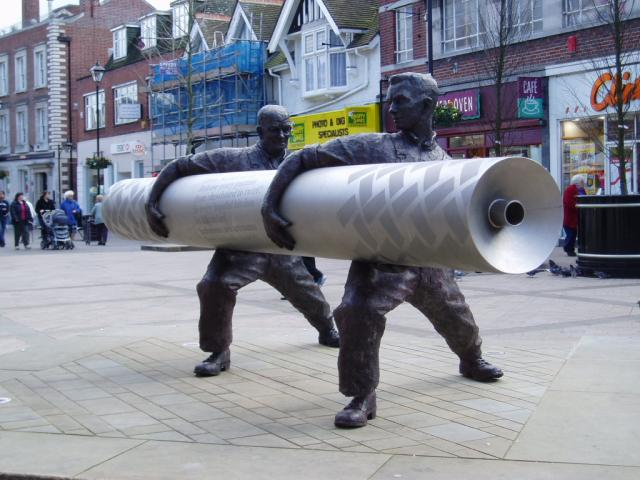
Release Every Pattern (2004)
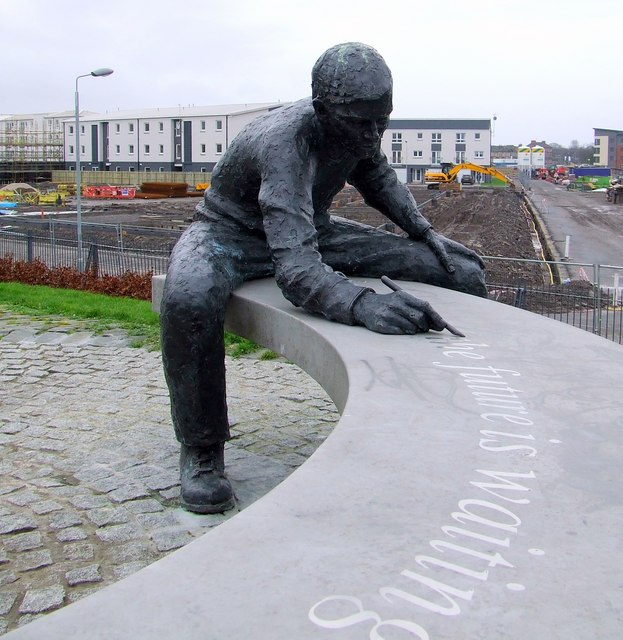
The Writers (2005)